# Шаров Ігор Федорович
І́гор Фе́дорович Шаро́в (нар. 10 серпня 1961, Скалівські Хутори, Новоархангельський район, Кіровоградська область) — державний, громадський діяч, народний депутат України ІІ, III, IV, VI, VII скликань.

## Молоді роки, навчання
Народився 10 серпня 1961 року в селі Скалівські Хутори Кіровоградської області. Батько — Федір Макарович Шаров (1928—1996) — військовий; мати — Марія Корніївна Шарова (1937—2009) — завідувач дошкільним навчальним закладом. З 1974 року проживають в Кіровограді. Мета переїзду — дати дітям добру освіту.
У 1976 році Кіровоградським міськвоєнкоматом направлений на навчання в Кіровоградське медичне училище імені Мухіна, яке закінчив у 1980 році.
У 1987 році здобув спеціальність історика і суспільствознавця у Кіровоградському педагогічному інституті ім. О. С. Пушкіна, у 1998 році — економіста в Академії праці та соціальних відносин (Київ).
У 1991 році закінчив аспірантуру Київського інституту іноземних мов. Кандидат історичних наук. Дисертацію на тему: «Робітничий клас України у галузі виробництва в умовах формування і зміцнення командної економіки (кінець 20-х — 30-ті роки)» захищав у Київському національному університеті ім. Т. Г. Шевченка.
Служив в армії у складі Вітебської повітрянодесантної дивізії (Афганістан). Нагороджений Грамотою Президії Верховної Ради СРСР воїну-інтернаціоналісту. Підтримує тісні стосунки з ветеранами Афганістану міста Кропивницький (колишній Кіровоград). Капітан запасу.

## Трудова діяльність
Працював реабілітологом, головою профкому, викладачем Кіровоградського педагогічного інституту, генеральним директором фірми «Інкопмарк» (Кіровоград), першим віце-президентом акціонерного державного підприємства — корпорації «Республіка», головою правління АТЗТ «Інтергаз» (Київ), Постійним Представником Президента України у Верховній Раді України, радником Президента України, заступником Міністра Кабінету Міністрів України.
З 1995 року по 2014 рік — народний депутат України.

## Депутатська діяльність
Народний депутат України 2-го скликання. Роздольненський виборчий округ № 41, Автономна Республіка Крим, мажоритарник. Член групи «Конституційний центр». Член Комітету з питань паливно-енергетичного комплексу, транспорту і зв'язку. Був активним учасником конституційного процесу, голосував 28 червня 1996 року за ухвалення Конституції України.
Народний депутат України 3-го скликання, член фракції «Трудова Україна», керівник фракції «Трудова Україна», член Комітету у закордонних справах і зв'язках з СНД (з березня 1999; з 2000 — член Комітету у закордонних справах).
Народний депутат України 4-го скликання. Керівник фракції «Трудова Україна». Керівник фракції Народного блоку Литвина. Член Комітету з питань бюджету.
Народний депутат України 6-го скликання. Заступник голови фракції «Блок Литвина». Після обрання В. М. Литвина Головою Верховної Ради країни, очолив фракцію «Блок Литвина». Голова Комітету з питань прав людини, національних меншин і міжнаціональних відносин.
Народний депутат України 7-го скликання. Член фракції Партії регіонів. Член фракції «Суверенна європейська Україна». Член Комітету з питань підприємництва, регуляторної та антимонопольної політики.
Автор і співавтор 194 законодавчих ініціатив.

## Політична та громадська діяльність
Голова партії «Трудова Україна», член політвиконкому партії «Трудова Україна».
Сприяв ефективному налагодженню роботи Українського національного фонду «Взаєморозуміння і примирення» при Кабінеті Міністрів України, був заступником голови спостережної ради фонду. Розробник Закону України «Про жертви нацистських переслідувань». Разом з відомими державними та громадськими діячами добилися грошової компенсації майже 650 тисячам колишнім примусовим працівникам, в'язням концтаборів, гетто.
Спільно з колегами по депутатському корпусу, фаховими держуправлінцями ініціювали створення і налагодження роботи Комітету з питань інтелектуальної власності.
- Віце-президент Всеукраїнської асоціації інтелектуальної власності, голова Міжнародної громадської організації «Міжнародний економічний комітет».
- Член міжвідомчої комісії з питань місцевого самоврядування при Кабінеті Міністрів.
- Член Ради Національного банку України.
- Активний учасник конституційного процесу. Член Конституційної асамблеї.
- Член Комісії з державних нагород та геральдики.
- Голова Міжнародного благодійного фонду «Україна».

## Родина та дослідницька творчість
- Брат Олександр Шаров (1957) — полковник міліції, пенсіонер МВС. Сестра Валентина Шарова (1959) — пенсіонерка. Брат Юрій Шаров (1965) — підполковник міліції, пенсіонер МВС.
- Дружина Вікторія Василівна (1961) — музикант, диригент-хорист. Син Максим (1984) — магістр міжнародного права. Син Станіслав (1988) — магістр з питань міжнародної економіки. Донька Марія (1991) — магістр з питань міжнародної економіки.
- Захоплення: книги, живопис, нумізматика, тварини. Серед улюблених письменників Колін Маккалоу, Рафаель Сабатіні, Сомерсет Моем, Керін Есекс. Серед художників — Петро Столяренко, Валентин Бернадський, Альбін Гавдзинський.

Автор енциклопедичних досліджень у 6 томах:
- т.1 «100 видатних імен України» [Архівовано 31 березня 2018 у Wayback Machine.],
- т.2 «100 визначних місць України» [Архівовано 30 березня 2022 у Wayback Machine.],
- т.3 «100 сучасників: роздуми про Україну» [Архівовано 17 червня 2017 у Wayback Machine.],
- т.4 «Вчені України: 100 видатних імен»,
- т.5 «Художники України: 100 видатних імен»,
- т.6 «100 особистостей України (1991—2011)»;
- книг «Повірити у себе», «Сьогодення творить майбутнє», а також багатьох наукових та історично-публіцистичних праць;
- інноваційної книги «Від мрії до дії!» (2016 р.) [Архівовано 23 квітня 2017 у Wayback Machine.];
- історичної книги «Характери Нового світу» (К.: Арт Економі, 2018. — 496 с. ISBN 978-617-7289-69-1).

Від грудня 2011 року володіє квартирою в Карлових Варах і двома квартирами у Празі, придбаними у 2012 і 2016 роках. З 2007 року власник чеської компанії «Sharm Estate s.r.o.», якій також належить квартира в Карлових Варах.

## Нагороди
- Орден князя Ярослава Мудрого IV ст. (2014)[13]
- Орден князя Ярослава Мудрого V ст. (2010)[14]
- Орден «За заслуги» III[15], II[16], I ступенів.
- Грамота Президії ВР СРСР, Почесна грамота ВРУ, Грамота кабміну України.
- Має військові нагороди та нагороди іноземних держав.